# Sonnet en X
Le  Sonnet en X est un sonnet de Stéphane Mallarmé qu'on peut lire dans ses Poésies publiées en 1899. Deux versions en sont connues. La première version comporte le titre Sonnet allégorique de lui-même, tandis que la seconde n'en a plus. On a pris l'habitude, du fait de l'emploi remarquable de rimes rares en ix et ixe, de le désigner comme Sonnet en X, ou Sonnet en yx. Le titre de la première version est au premier abord tout aussi énigmatique que le texte : « allégorie de lui-même » pourrait être une allusion au fait que ce sonnet n'est fondé que sur deux rimes, du point de vue phonétique, les unes en « -ix », les autres en « -ore », quand les sonnets traditionnels sont fondés sur cinq rimes. 

## Citation
Première version :
            Sonnet allégorique de lui-même

        La Nuit approbatrice allume les onyx 

        De ses ongles au pur Crime, lampadophore, 

        Du Soir aboli par le vespéral Phoenix 

        De qui la cendre n'a de cinéraire amphore 

  

        Sur des consoles, en le noir Salon : nul ptyx, 

        Insolite vaisseau d'inanité sonore, 

        Car le Maître est allé puiser de l'eau du Styx 

        Avec tous ses objets dont le Rêve s'honore. 

  

        Et selon la croisée au Nord vacante, un or 

        Néfaste incite pour son beau cadre une rixe 

        Faite d'un dieu que croit emporter une nixe 

  

        En l'obscurcissement de la glace, décor 

        De l'absence, sinon que sur la glace encor 

        De scintillations le septuor se fixe. 
Version définitive :
Ses purs ongles très haut dédiant leur onyx, 

L'Angoisse, ce minuit, soutient, lampadophore, 

Maint rêve vespéral brûlé par le Phénix 

Que ne recueille pas de cinéraire amphore

Sur les crédences, au salon vide : nul ptyx 

Aboli bibelot d'inanité sonore, 

(Car le Maître est allé puiser des pleurs au Styx 

Avec ce seul objet dont le Néant s'honore.)

Mais proche la croisée au nord vacante, un or 

Agonise selon peut-être le décor 

Des licornes ruant du feu contre une nixe,

Elle, défunte nue en le miroir, encor 

Que, dans l'oubli fermé par le cadre, se fixe 

De scintillations sitôt le septuor.